# 剛強
剛 強（ごう きょう、簡体字：刚强、ピン音：Gāng Qiáng、1976年4月7日 - ）は、中国中央電視台に所属する中国のアナウンサー、ニュースキャスター。

## 経歴
山西省太原市出身。
1996年に太原鉄路第一中学（後の太原市実験中学校）、次いで2000年に北京放送学院（後の中国伝媒大学）を卒業した。
2000年、剛強は最初、中国中央電視台の中国語国際放送 (CCTV-4) で司会者を務め、CCTV-4の『新聞60分（新闻60分）』、『今日関注（今日关注）』、CCTV―1の『晩間新聞（晚间新闻）』などの番組を担当し、さらに中央電視台によるチベット支援の一環で、幹部として西蔵広播電視台に派遣され、司会者や記者を担当した。
2008年の北京オリンピックの際、剛強は『新聞60分』のキャスターだったが、報道界を代表する形で聖火ランナーを務めた。
2017年1月21日、剛強は初めて『新聞聯播（新闻联播）』のメインキャスターとなった。それ以前に剛強は、長期にわたり『新聞聯播』でニュース映像にナレーションをつける仕事をしており、また、中国の指導者の外国訪問に際して記者として随行したこともあった。
2017年には記録映画『将改革进行到底』（「改革を徹底的に進めよう」の意）のナレーションを担当し、2018年には改革開放40周年を記念した政論の特別番組『必由之路』（「必ず通る道」の意）のナレーションを担当した。
剛強の妻は、北京電視台所属の女性アナウンサー徐春妮で、ふたりの間には2019年に生まれた子どもが一人いる。

## 受賞
2007年と2008年には、アナウンサーと司会者の両部門で中国中央電視台のトップ10に入り、「双十佳」（二つの異なることでトップ10に入ること）と評された。